# Jakob Friis-Hansen
Jakob Friis-Hansen (ur. 6 marca 1967 w Gentofte) – duński piłkarz występujący na pozycji obrońcy. Trener piłkarski.

## Kariera klubowa
Friis-Hansen zawodową karierę rozpoczynał w 1983 roku w klubie B 1903. W 1986 roku zdobył z nim Puchar Danii. W 1987 roku odszedł do Lyngby, ale po roku powrócił do B 1903. W 1989 roku podpisał kontrakt z francuskim Lille OSC z Première Division. Jego barwy reprezentował przez 6,5 roku. W tym czasie rozegrał tam 220 ligowych spotkań i zdobył 4 bramki. Na początku 1996 roku odszedł do Girondins Bordeaux, również z Première Division.
Latem 1996 roku Friis-Hansen trafił do niemieckiego Hamburgera SV. W Bundeslidze zadebiutował 17 sierpnia 1996 roku w przegranym 1:2 meczu z TSV 1860 Monachium. 20 sierpnia 1996 roku w wygranym 5:1 pojedynku z ekipą SC Freiburg strzelił pierwszego gola w Bundeslidze. W 1997 roku zakończył karierę.

## Kariera reprezentacyjna
Friis-Hansen grał w kadrze Danii U-17, U-19 oraz U-21. W pierwszej reprezentacji Danii zadebiutował 5 września 1990 roku w wygranym 1:0 towarzyskim meczu ze Szwecją. W 1995 roku został powołany do kadry na Puchar Konfederacji. Zagrał na nim w pojedynkach z Meksykiem (1:1) oraz Argentyną (2:0). Dania została triumfatorem tamtego turnieju. W latach 1990–1996 w drużynie narodowej Friis-Hansen rozegrał w sumie 19 spotkań.